# Rubén Correa
Pour les articles homonymes, voir Correa (homonymie) et Monténégro (homonymie).
Rubén David Correa Montenegro, né le 25 juillet 1941 à Lima au Pérou, est un footballeur international péruvien qui évoluait au poste de gardien de but.

## Biographie

### Carrière en club
Arrivé à l'Universitario de Deportes en provenance du Sporting Cristal, Rubén Correa y joue son premier match face à son ancienne équipe le 27 décembre 1964. Avec 107 matchs disputés au sein de l'Universitario, il y joue sa dernière rencontre le 26 février 1971 face à Rosario Central dans le cadre de la Copa Libertadores 1971 (victoire 3-2). 
Avec l'Universitario, il a l'occasion de remporter quatre championnats du Pérou (en 1964, 1966, 1967 et 1969) et dispute quatre éditions de la Copa Libertadores (20 matchs en tout).

### Carrière en sélection
International péruvien, Rubén Correa joue quatre matchs, sans inscrire de but, entre 1967 et 1970. Il figure dans le groupe des sélectionnés lors de la Coupe du monde de 1970 au Mexique, tournoi au cours duquel il officie comme gardien remplaçant et ne joue aucun match.

## Palmarès
Universitario de Deportes
- Championnat du Pérou (4) :
  - Champion : 1964, 1966, 1967 et 1969.
  - Vice-champion : 1965 et 1970.